# Iveco Bus Magelys
El Iveco Bus Magelys (anteriormente Irisbus Magelys), es un autobús producido desde 2007 por Irisbus, que posteriormente se convirtió en Iveco Bus en mayo de 2013.

## Historia
El Magelys fue diseñado para el premio "Autocar del Año" de 2008. Es un gran autocar de turismo, diseñado para competir con los vehículos de alta gama del mercado. Fabricado sobre el chasis SFR120, incorpora características de vanguardia, como paneles de techo de cristal: el Magelys tiene entre un 30% y un 45% más de vidrio que sus competidores.
Producido en la planta de Annonay (Francia), también se fabricó bajo la marca Iveco Bus desde 2013.

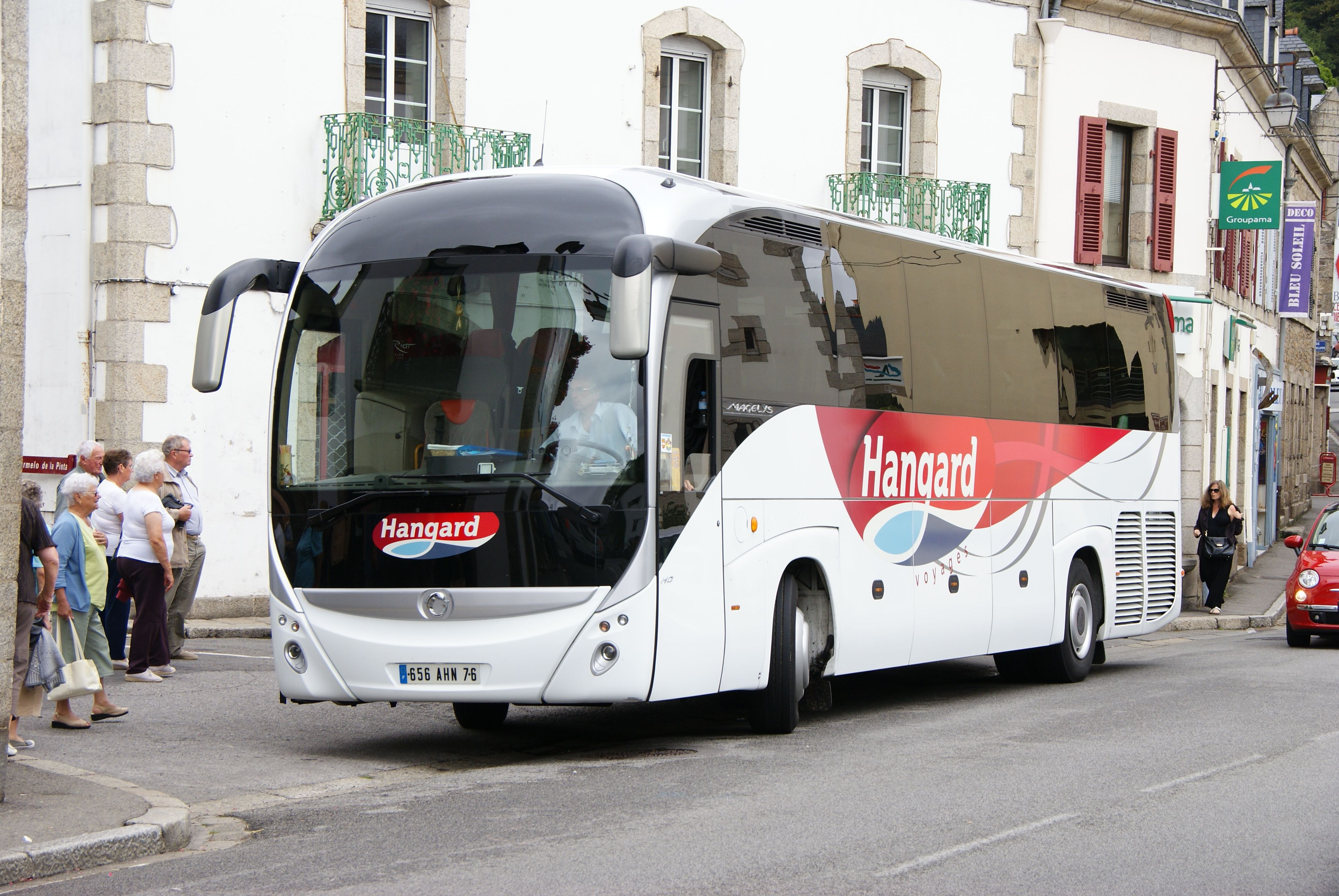
Irisbus Magelys HD.

El diseño del Magelys no se centra simplemente en transportar pasajeros de un punto A a un punto B, sino en brindarles una mayor sensación de espacio durante los viajes largos. Para lograrlo, los diseñadores querían que entrara más luz al autobús, a la vez que se ofrecía privacidad a los pasajeros. Por ello, el diseño cuenta con una gran superficie de vidrio, el 65 % de la cual está tintada.
Se fabricó y comercializó entre 2007 y 2013 bajo la marca Irisbus (filial del fabricante Iveco), luego por Iveco Bus de 2013 a 2020. Sustituye al Irisbus Iliade y al Nuevo Domino.

### Bajo la marca Irisbus(2005 - 2013)
En 2007, Irisbus lanzó el Magelys. La gama incluye tres longitudes: 12,2 m, 12,8 m y 13,8 m; con la posibilidad de elegir entre dos motores: el Iveco Cursor 8 o el Cursor 10.

### Bajo la marca Iveco Bus(2013 - 2020)
El 24 de mayo de 2013, Iveco decidió sustituir la marca Irisbus por Iveco Bus. Todos los modelos se renovaron y rebautizaron, excepto el Evadys, que no se renovó. La distribución interior del Magelys se revisó con materiales de mayor calidad. El motor se simplificó con el Iveco Cursor 9, que desarrolla 400 CV. La transición a la normativa Euro 6 también trajo consigo cambios visibles en el exterior: se modificó la parrilla, que se adornó con el logotipo de Iveco y se equipó con faros delanteros rectangulares comunes a toda la gama de autobuses y autocares Iveco Bus Euro 6. En la parte trasera, también se sustituyeron los faros y se modificó y centró el soporte de la matrícula. En el lado derecho, se añadieron dos rejillas de ventilación traseras. Se simplificó el diseño de los pasos de rueda.

### Resumen de Magelys
- Junio de 2007: Presentación del Magelys.
- Principios de 2008: Lanzamiento y comercialización bajo la marca Irisbus con la versión HD.
- 2008 : Lanzamiento de la versión HDH.
- 2010 : Lanzamiento de las versiones Pro y Line.
- Septiembre de 2013: Lanzamiento del Magelys, bajo la marca Iveco Bus.
- 2016: Elegido Autocar del Año.[1][2]
- Marzo de 2017: Iveco Bus celebra el Magelys número 2000 fabricado en Annonay[3]
- Octubre de 2019: Fin definitivo de la producción.
- Primavera de 2020: Fin de las ventas.

| Generaciones                    | Producción | Derivados de Irisbus / Iveco Bus | Modelos similares                                   |
| ------------------------------- | ---------- | -------------------------------- | --------------------------------------------------- |
| Irisbus Magelys (2007 - 2013)   |            | Irisbus Evadys HD                | MAN Lion's Coach ; Mercedes-Benz Tourismo y Travego |
| Iveco Bus Magelys (2013 - 2020) |            | Iveco Bus Evadys Pro             | MAN Lion's Coach ; Mercedes-Benz Tourismo y Travego |

## Irisbus Magelys (2007-2013)
El Magelys está equipado con el motor Cursor 10, que desarrolla 380 o 450 CV y cumple con la normativa EEV. La versión de 380 CV cuenta con una transmisión manual de 6 velocidades, mientras que la versión más potente (disponible opcionalmente en el otro modelo) incorpora una transmisión automática ZF AS-Tronic de 12 velocidades.
El Magelys, que recibió el premio Autocar del Año en España 2009, cuenta ya con una nueva versión de lujo: el Magelys HDH de 3 ejes con 13,8 metros de longitud. La presentación del nuevo Magelys es un día importante porque permite a la compañía posicionarse en el sector Premium. Con esta versión la marca del delfín cuenta ya con una de las mayores gamas del mercado. Además de su tercer eje, cuenta con dos grandes novedades: un peldaño retráctil para facilitar el acceso en la puerta delantera y una visión panorámica gracias a su techo acristalado con protección térmica. 
Inicialmente producida en versiones HD y HDH, la versión HD fue reemplazada por la PRO en 2010. El frontal se modificó ligeramente, con la incorporación de nuevos faros LED y la eliminación de la puerta de servicio del conductor.
Para hacer la conducción más cómoda y eficiente, el nuevo Magelys cuenta con cambio automatizado de 12 velocidades ZF AS Tronic 2301, mando por palanca multifunción integrada en columna de dirección y Hill Holder (sistema de ayuda en arranque en rampa), además del ralentizador hidráulico ZF INTARDER integrado en el cambio. 
La suspensión es neumática integral con regulación de altura continua y automática, independientemente de las condiciones de carga. Cuenta con Sistema Electrónico de Regulación de la Suspensión (de serie): Arrodillamiento lateral derecho (Kneeling), sistema de elevación y bajada del vehículo, corrector electrónico de la alineación. 
Incorpora además de serie, nuevas tecnologías que apuestan por la seguridad vial: ABS: Antilock Braking System (sistema antibloqueo de frenos); ASR: Anti Slip Regulator (sistema de control de tracción); EBS: Electronic Brake System (sistema de control electrónico de frenado); ESP: Electronic Stability Program (programa electrónico de estabilidad); Freno de emergencia y Freno de estacionamiento. 
A continuación, un resumen de las versiones producidas: 

### Magelys HD

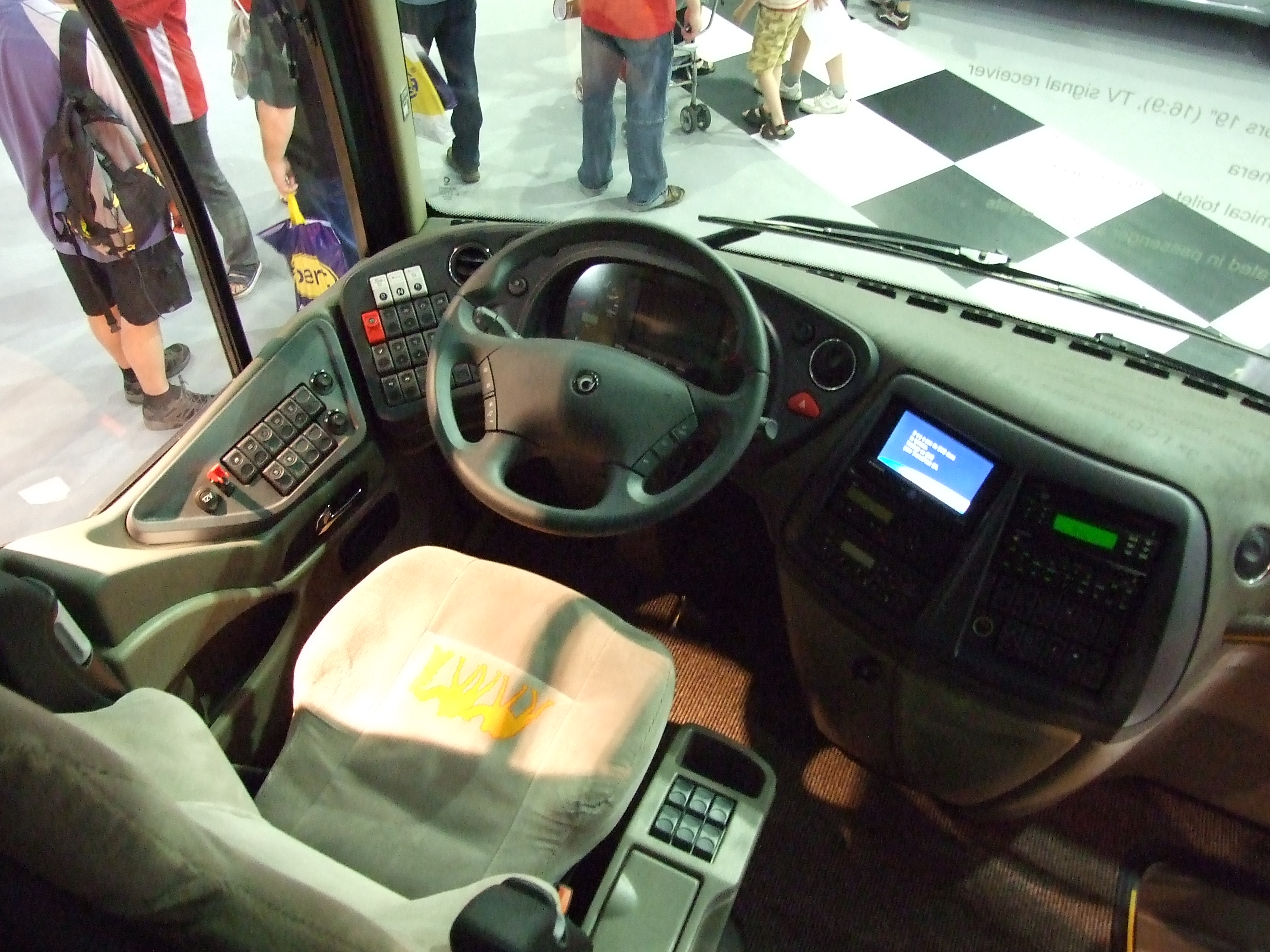
Salpicadero de un Magelys de la primera serie (2007-2013) con la marca Irisbus

### Magelys HD[5]
- Longitud: 12,2 - 12,8 metros
- Equipamiento: Gran Turismo
- Producción: 2007 a 2010Salpicadero de un Magelys de la primera serie (2007-2013) con la marca Irisbus

### Magelys HDH[6]
- Longitud: 13,8 metros (3 ejes)
- Configuración: Gran Turismo
- Producción: 2007 a 2013

### Magelys PRO[7]
- Longitud: 12,2 - 12,8 metros
- Equipamiento: Gran Turismo
- Producción: 2010 a 2013

## Iveco Magelys (2013-2020)

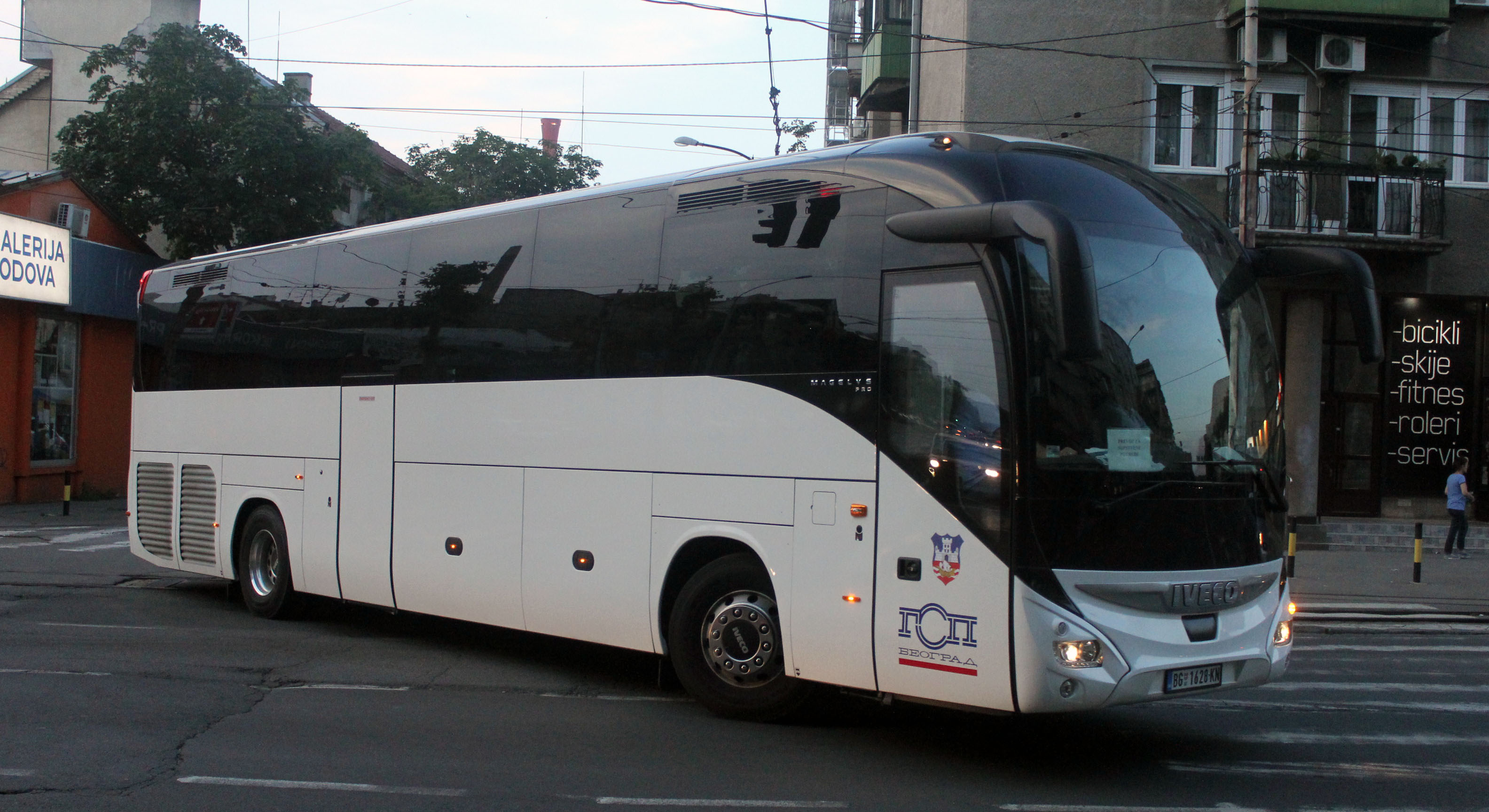
Magelys rediseñado, en servicio en Belgrado

Con la transición a la norma Euro 6, el Magelys recibió una renovación visual, adoptando la estética familiar que caracteriza a los demás modelos de la gama (Urbanway y Crossway); se incorporó el motor Cursor 10. Con esta nueva serie, desapareció la división entre PRO y HDH, dejando solo una versión en producción, simplemente llamada Magelys. También se interrumpió la producción del modelo de 13,8 metros.
En 2015, recibió el prestigioso premio "Autocar del Año 2016".
la familia Magelys cubre todas las posibles necesidades de las empresas de transporte especializadas en el segmento turístico y en las rutas regionales, nacionales e internacionales. La polivalencia y flexibilidad del diseño del Magelys la pudo probar el jurado en Bulgaria en una unidad equipada con todos los dispositivos necesarios para cubrir cualquier ruta, cumpliendo las normativas exigidas para el transporte de pasajeros regional e internacional en Europa.

El ganador de las pruebas del premio 'Autocar Internacional del Año 2016' es un Magelys que incorpora equipamientos como el sistema de elevación de silla de ruedas con puertas de acceso específicas y espacio destinado a un pasajero con discapacidad. Además incluye mesa desmontable, 46 plazas tapizadas en cuero, aseo, tres pantallas de LCD, conexión WiFi, tomas de corriente de 220 V y de USB, GPS y cámara frontal que muestra a los pasajeros la carretera.

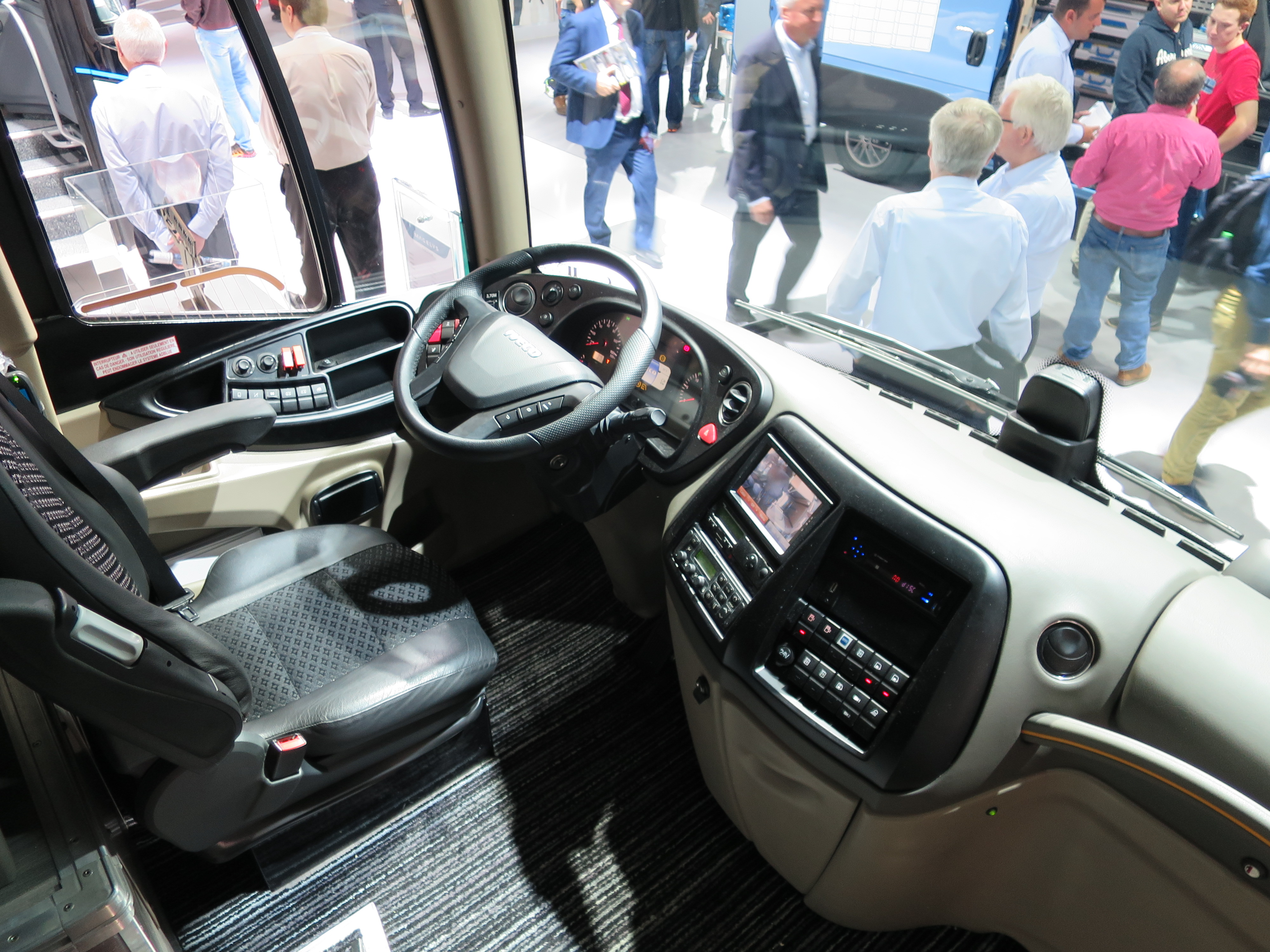
Salpicadero de la versión rediseñada (de 2013 a 2020) con el logotipo de Iveco Bus

El trofeo se entregará a Iveco Bus en su stand en el próximo Salón Busworld que se celebrará en Cortrique (Bélgica) del 16 al 21 octubre de 2015. El último autobús de Iveco que fue galardonado como "International Coach of the Year" fue el EuroClass HD en 1995. 
Estas son las características de esta versión:

### Magelys Euro 6[7]
- Longitud: 12,2 - 12,8 metros
- Equipamiento: Gran Turismo
- Producción: desde 2013

La producción del Magelys se interrumpió en otoño de 2019 debido a la disminución de las ventas causada por problemas técnicos y el progresivo deterioro de su ensamblaje y acabados interiores, que eran inferiores a los estándares que ahora alcanza la competencia. Este modelo se mantuvo a la venta hasta la primavera de 2020 debido al gran número de unidades que quedaron sin vender en los concesionarios.

## Descripción
Sus líneas elegantes contribuyen a la fluidez y redondez del Magelys. Es un vehículo lujoso y contemporáneo. Incorpora entre un 30 % y un 45 % más de acristalamiento que sus competidores para aumentar el campo de visión de los pasajeros.
Está disponible en tres versiones: HD, HDH y Pro, todas con una anchura de 2550 mm. Se ofrece en tres longitudes: 12,20 y 12,76 metros para dos ejes (HD y Pro) y 13,80 metros para tres ejes (HDH), y dos alturas.
Las primeras versiones son los Irisbus Magelys HD y HDH, disponibles en 12 o 13 metros para el HD y 15 metros para el HDH (doble eje, producción muy limitada). El Irisbus Magelys Pro se reconoce por sus faros, que difieren de los del HD. Esta versión, lanzada en 2010, es una versión simplificada del Magelys HD, con la eliminación de la puerta del conductor, una pintura simplificada en la carrocería, un panel trasero diferente, etc. También existe la versión Magelys Line, más económica que el Magelys Pro, reconocible también por sus faros (el Magelys Pro tiene LED sobre los faros, ausentes en el Magelys Line).
Con la transformación al Iveco Magelys, la gama se ha simplificado. El autocar está disponible en dos longitudes (12,20 y 12,80 metros), una sola altura y un solo motor (el Iveco Cursor 9), pero con varias opciones para los transportistas.

## Generaciones
El Magelys se fabricó con tres generaciones de motores diésel, según su normativa europea de emisiones:
- Euro 4: Fabricado entre 2007 y 2009, con motor Iveco Cursor 8 o 10.
- Euro 5: Fabricado entre 2009 y 2014, con motor Iveco Cursor 8 o 10.

- Euro 6: Fabricado entre 2014 y 2020, con motor Iveco Cursor 9.

## Versiones

### Irisbus Magelys HD
Versión diseñada para excursiones. Cama para el conductor disponible opcionalmente.
- Lanzamiento: 2007-2013.
- Longitud: 12,20 y 12,80 m.
- Motor: Iveco Cursor 10 con caja de cambios ZF Astronic.

### Irisbus Magelys HDH

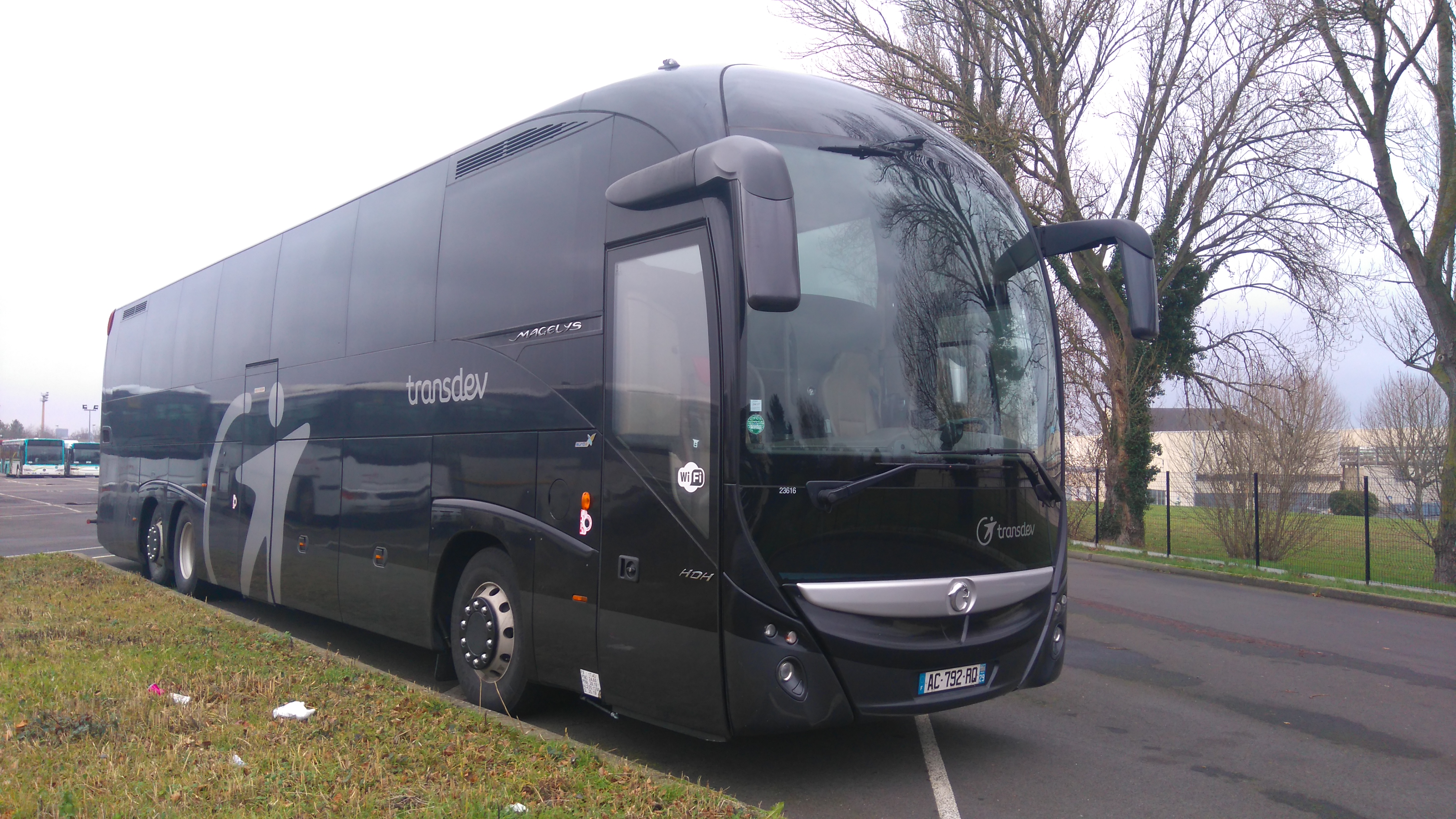
Un Irisbus Magelys HDH.

Versión de turismo con capacidad para 61 pasajeros. Contaba con dos ejes traseros y se vendió en raras ocasiones.
- Comercialización: 2007 a 2013.
- Longitud: 13,80 m.
- Motorización: Iveco Cursor 10 con caja de cambios ZF Astronic.

### Irisbus MagelysPro
Este vehículo se utiliza generalmente en líneas regulares (departamentales, regionales, TER, etc.). Para diferenciarlo de las versiones HD y HDH, el frontal presenta una ligera modificación. En la versión de 12,80 m de longitud, se ofrece opcionalmente un elevador PMR.
- Lanzamiento: 2010-2013
- Longitud: 12,20 y 12,80 m.
- Motor: Iveco Cursor 8.

### Iveco Bus MagelysLine

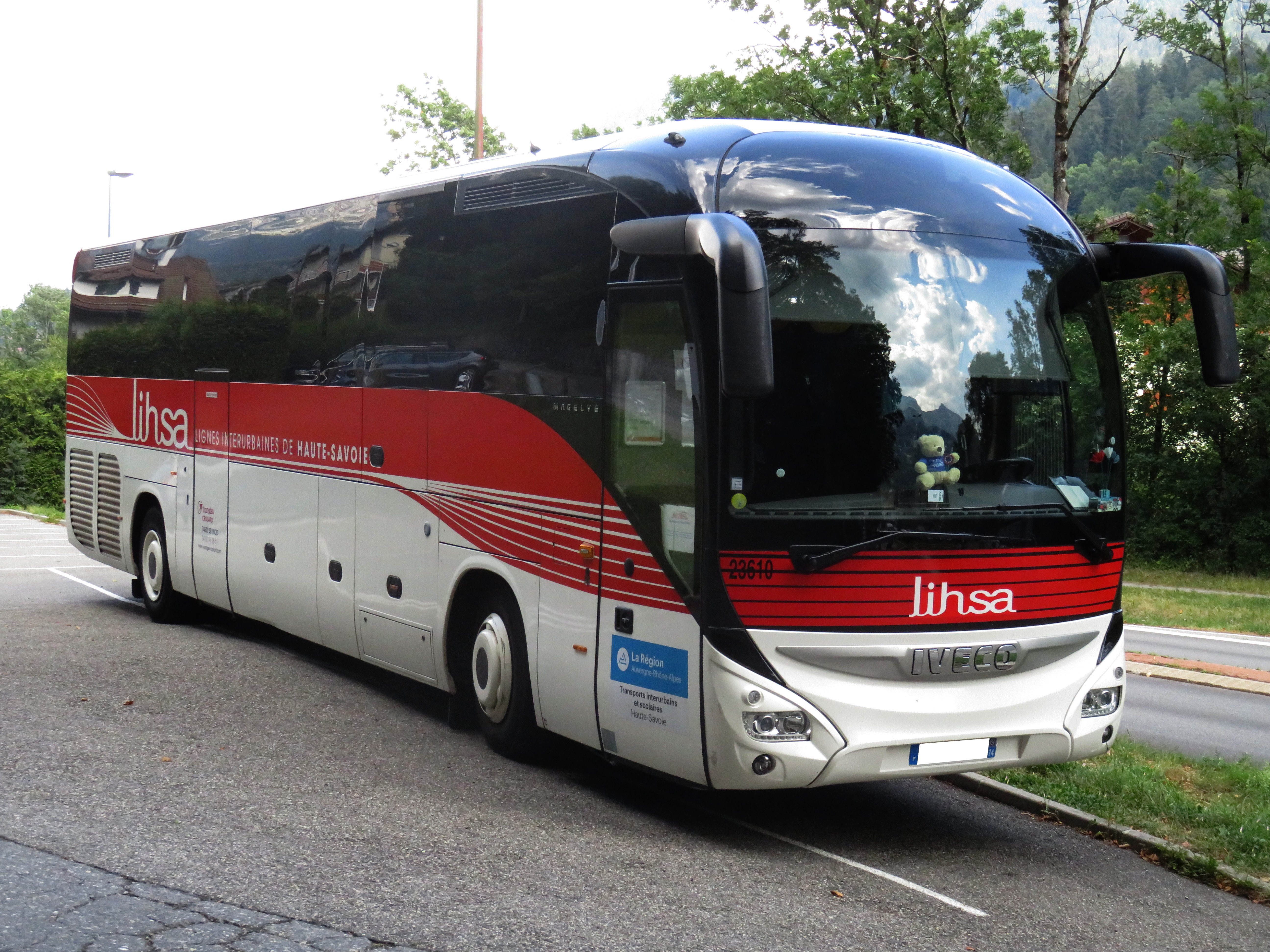
Iveco Bus Magelys Line.

Versión diseñada para el transporte en líneas regionales o nacionales. Los faros LED se sustituyen por ópticas bixenón. En esta versión, el autocar está equipado de serie con una veleta.
- Disponible comercialmente: de 2013 a 2020.
- Longitud: 12,20 y 12,80 m.
- Motor: Iveco Cursor 9 con caja de cambios ZF Astronic.

### Iveco Bus MagelysPro
Versión turística destinada a excursiones.
- Disponible comercialmente: de 2013 a 2020.
- Longitud: 12,20 y 12,80 m.
- Motor: Iveco Cursor 9 con caja de cambios ZF Astronic.

### Iveco Bus MagelysLounge

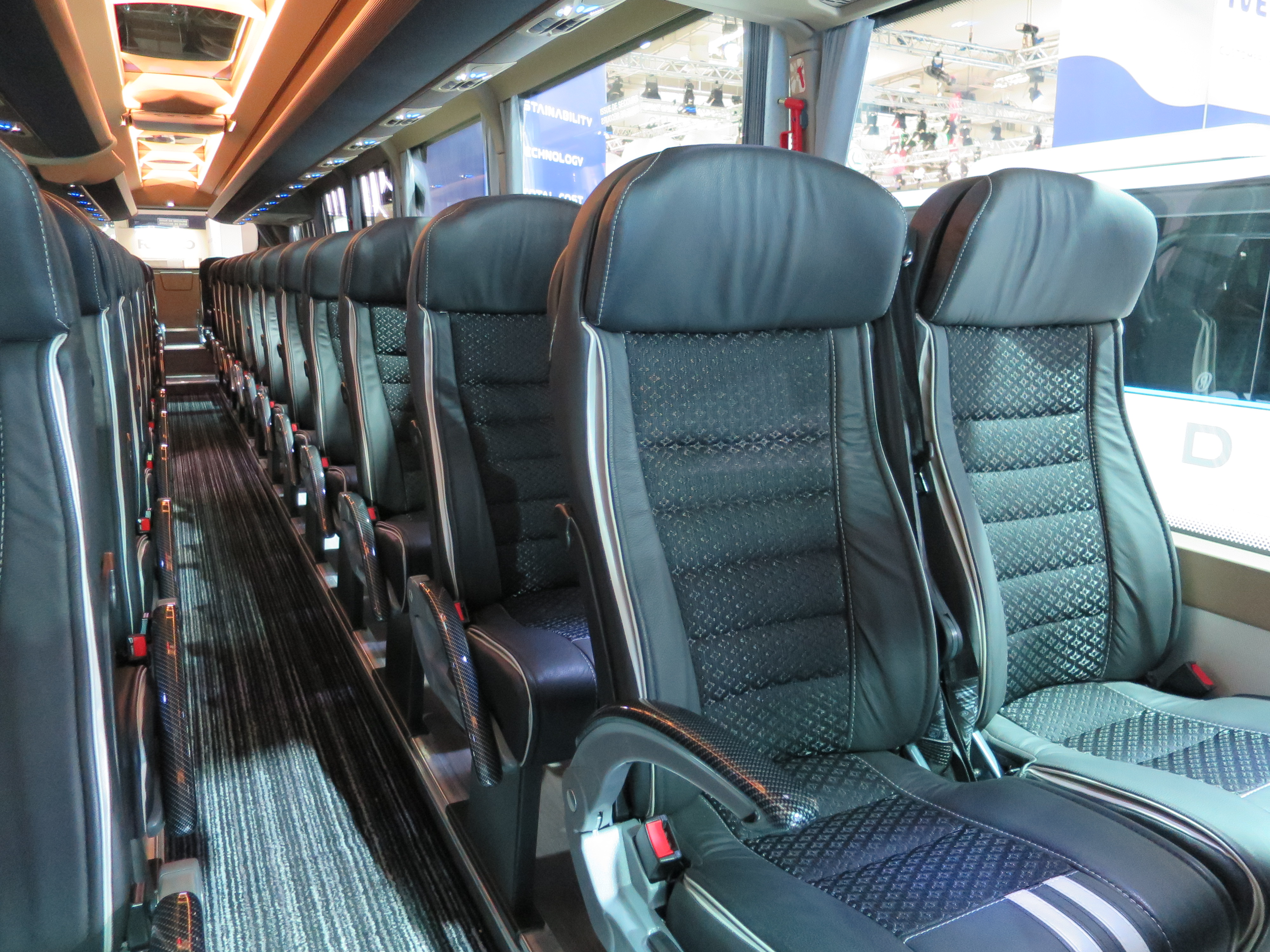
Vue intérieur d'un Magelys Lounge.

Versión destinada al transporte privado (conocido como Grand-tourisme) y destinada al transporte de personalidades.
- Disponible comercialmente: de 2013 a 2020.
- Longitud: 12,20 y 12,80 m.
- Motor: Iveco Cursor 9 con caja de cambios ZF Astronic.

## Difusión
En total se han producido más de 3.000 Magelys, adquiridos en toda Europa para realizar cualquier tipo de servicio: desde líneas interregionales hasta conexiones estatales, pasando por las líneas FlixBus, sin olvidar los modelos utilizados para el transporte de equipos deportivos.
En los Países Bajos, este autobús solo está disponible en la escuela de conducción Hendriks. También está disponible en Francia e Italia, entre otros lugares. Lo utilizan principalmente empresas de autocares y taxis para viajes turísticos o transporte público.
También, el autocar Magelys fué utilizado en la Juventus de Turín, equipo futbol de los mismos dueños que Fiat. Iveco e Irisbus, se trata de la familia Agnelli.
El Juventus ha utilizado un Iveco Bus Magelys, específicamente un modelo HDH, para sus desplazamientos, especialmente durante la temporada 2013-2014. Este modelo fue diseñado para el segmento de gran turismo y destaca por su techo de cristal, que ofrece más iluminación natural que sus competidores. El Magelys de la Juventus cuenta con 44 asientos, puertos USB, tomas de auriculares, nevera, WiFi y pantallas LCD.

## Características

### Dimensiones
|                                  | Irisbus Magelys HD              | Irisbus Magelys HD               | Irisbus Magelys HDH | Irisbus Magelys Pro | Irisbus Magelys Pro | Iveco Bus Magelys Line / Pro / Lounge      | Iveco Bus Magelys Line / Pro / Lounge      |
| -------------------------------- | ------------------------------- | -------------------------------- | ------------------- | ------------------- | ------------------- | ------------------------------------------ | ------------------------------------------ |
| 12.2m (2007 - 2013)              | 12.8m (2007 - 2013)             | 13.8m (2007 - 2013)              | 12.2m (2010 - 2013) | 12.8m (2010 - 2013) | 12.2m (2013 - 2020) | 12.8m (2013 - 2020)                        |                                            |
| Longitud                         | 12 200 mm                       | 12 765 mm                        | 13 800 mm           | 12 200 mm           | 12 800 mm           | 12 200 mm                                  | 12 800 mm                                  |
| Anchura (sin retrovisores)       | 2550 mm                         | 2550 mm                          | 2550 mm             | 2550 mm             | 2550 mm             | 2550 mm                                    | 2550 mm                                    |
| Altura (sin aire acondicionado)* | 3620 mm                         | 3620 mm                          | 3815 mm             |                     |                     | 3620 mm                                    | 3620 mm                                    |
| Distancia entre ejes             | 6321 mm                         | 6886 mm                          |                     |                     |                     | 6321 mm                                    | 6886 mm                                    |
| Voladizo delantero/trasero       | 2619 mm / 3260 mm               | 2619 mm / 3260 mm                |                     |                     |                     | 2619 mm / 3260 mm                          | 2619 mm / 3260 mm                          |
| Radio de giro (entre bordillos)  | 9025 mm                         | 10 000 mm                        |                     |                     |                     | 8982 mm                                    | 9707 mm                                    |
| Ángulo de ataque/escape          | 8°                              | 8°                               |                     |                     |                     | 7°                                         | 7°                                         |
| Peso vacío**                     |                                 |                                  |                     |                     |                     |                                            |                                            |
| P.T.A.C.***                      | 19 000 kg                       | 19 000 kg                        |                     | 19 000 kg           | 19 000 kg           | 19 000 kg                                  | 19 000 kg                                  |
| Capacidad de persona sentada     | 48 y 53 + 1                     | 57 + 1                           | 61 + 1              |                     |                     | 48 y 53 + 1                                | 48 y 57 + 1                                |
| Almacenamiento                   | Rack : 1,25 m3 Bodega : 9,50 m3 | Rack : 1,31 m3 Bodega : 10,80 m3 |                     |                     |                     | Rack : 1,25 m3 Bodega : 9,50 m3            | Rack : 1,31 m3 Bodega : 10,80 m3           |
| Puertas                          | 2                               | 2                                | 2                   | 2                   | 2                   | 2                                          | 2                                          |
| Altura al suelo                  | 1380 mm                         | 1380 mm                          |                     |                     |                     | 1380 mm                                    | 1380 mm                                    |
| Tanque de combustible            | Diésel: 480 l AdBlue : 60 l     |                                  |                     |                     |                     | Diésel: 480 l (640 opcional) AdBlue : 80 l | Diésel: 480 l (640 opcional) AdBlue : 80 l |

* = con aire acondicionado: altura no conocida; ** = varía según la distribución interior; *** = el peso total está limitado a 18.000 kg en varios países europeos según las normas locales; **** = en la versión sin inodoro añadir dos asientos.

### Tren motriz

#### Motores
El Magelys ha tenido varios motores diésel modificados a lo largo de los años de su producción de acuerdo con las diversas normas europeas sobre contaminación.

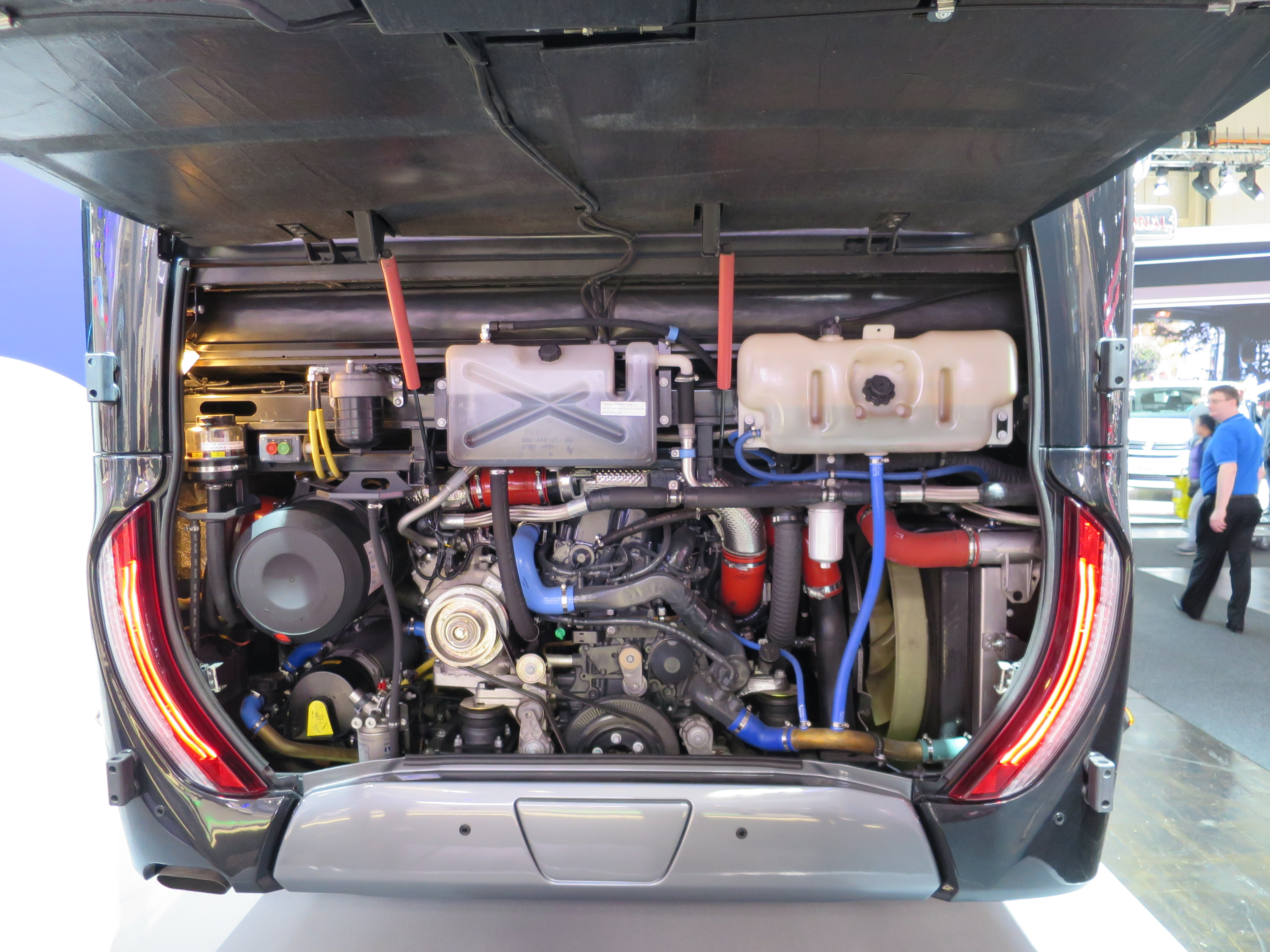
Motor Iveco Cursor 9.

| Modelo                   | Período     | Motor                                         | Normativa Euro  | Cilindrada          | Potencia                   | Par motor           | Velocidad máxima | Consumo + CO2         |
| ------------------------ | ----------- | --------------------------------------------- | --------------- | ------------------- | -------------------------- | ------------------- | ---------------- | --------------------- |
| Irisbus Magelys HD       | 2007 - 2013 | Iveco Cursor 8 F2B de seis cilindros en línea | Euro 4 et 5 EEV | 7880 cm3 (7,9 L)    | 242 kW (330 CV) a ... rpm  |                     | 100 km/h*        | ... l/100 km ... g/km |
| Irisbus Magelys HDH      | 2007 - 2013 | Iveco Cursor 10 de seis cilindros en línea    | Euro 4 et 5 EEV | 10 310 cm3 (10,3 L) | 331 kW (450 CV) a 1500 rpm |                     | 100 km/h*        |                       |
| Irisbus Magelys Pro      | 2010 - 2013 | Iveco Cursor 8 F2B de seis cilindros en línea | Euro 5 EEV      | 7880 cm3 (7,9 L)    | 242 kW (330 CV)            |                     | 100 km/h*        |                       |
| Iveco Bus Magelys Line   | 2013 - 2020 | Iveco Cursor 9 de seis cilindros en línea     | Euro 6          | 8709 cm3 (8,7 L)    | 294 kW (400 CV a 1600 rpm) | 1700 N⋅m a 1250 rpm | 100 km/h*        |                       |
| Iveco Bus Magelys Pro    | 2013 - 2020 | Iveco Cursor 9 de seis cilindros en línea     | Euro 6          | 8709 cm3 (8,7 L)    | 294 kW (400 CV a 1600 rpm) | 1700 N⋅m a 1250 rpm | 100 km/h*        |                       |
| Iveco Bus Magelys Lounge | ? - 2020    | Iveco Cursor 9 de seis cilindros en línea     | Euro 6          | 8709 cm3 (8,7 L)    | 294 kW (400 CV a 1600 rpm) | 1700 N⋅m a 1250 rpm | 100 km/h*        |                       |

* = Velocidad limitada

#### Cajas de cambios
Los Magelys están equipados con una caja de cambios semiautomática o automática.
- Transmisión semiautomática :
  - ZF Astronic 12 AS 12 velocidades, en motores Iveco Cursor 8 y 10.
- Transmisión automática:
  - ZF 6AS o 12AS 2001 con 6 o 12 velocidades, en motores Iveco Cursor 9.

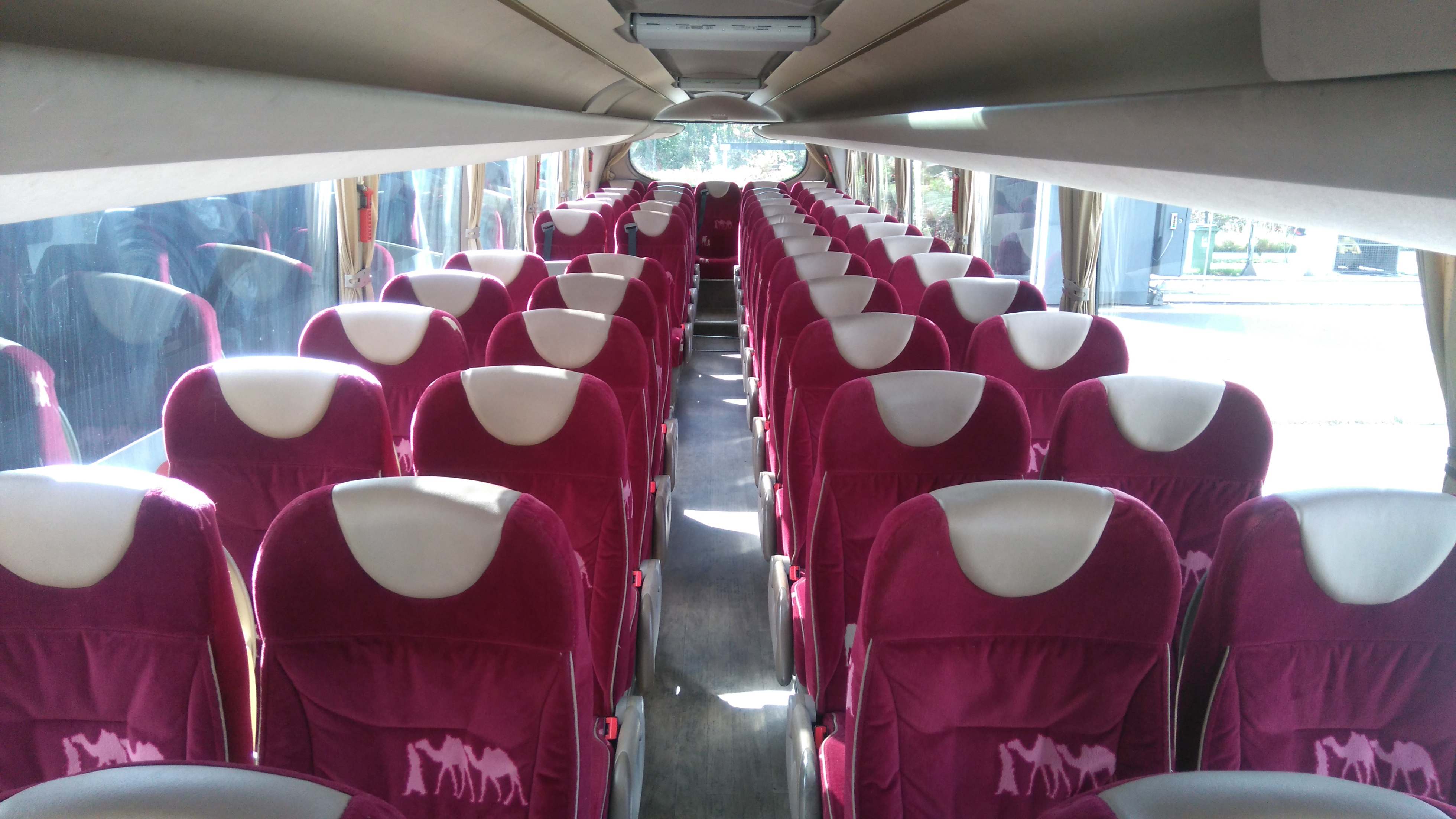
Vista del diseño interior del Irisbus Magelys (1.ª serie)